# بنت لوئیس
 بنت لوئیس (انگلیسی: Bennett Lewis؛ زاده ۲۴ ژوئن ۱۹۰۸ درگذشته ۱۰ ژانویهٔ ۱۹۸۷) یک دانشمند اهل کانادا بود. 